# リュッツオウ (重巡洋艦)
|                 | |
| 艦歴            | |
| 発注:           | |
| 起工:           | 1937年8月2日 |
| 進水:           | 1939年7月1日 |
| 就役:           | |
| その後:         | 1940年2月にソビエト連邦に売却。                                                                                  |
| 性能諸元        | |
| 排水量:         | 基準：15,660 t 満載：19,553 t                                                                                    |
| 全長:           | 202.7 m （水線長）212.5 m                                                                                        |
| 全幅:           | 21.9 m |
| 喫水:           | 6.6 m 基準時 7.2 m 満載時                                                                                        |
| 兵装:           | 就役時：C34 20.3cm（60口径）連装砲2基 C34 37mm（80口径）連装1基 C30 20mm（65口径）連装機銃8基                    |
| 装甲:           | 舷側装甲帯 40～80mm、20mm（水雷隔壁） 甲板 50+30mm（最大） 司令塔 150mm（側盾）、30mm（天蓋） 砲塔 160mm（前盾） |
| 艦載機（計画）: | Ar-196 4機 カタパルト1基                                                                                         |
| 機関:           | ワグナー式高圧重油専焼水管缶9基 デシマーク式ギヤードタービン3基3軸 132,000 hp (98MW) = 32.0ノット（計画）        |
| 航続距離:       | 6,800海里 (12,600 km) （20ノット(37km/h)時）                                                                     |
| 乗員:           | 1,600名 |

リュッツオウ (Lützow) は、ドイツ海軍のアドミラル・ヒッパー級重巡洋艦。同級の第3グループに属す。艦名はプロイセンの軍人ルードヴィヒ・アドルフ・ヴィルヘルム・フォン・リュッツォウから取られている。ドイツ帝国海軍のデアフリンガー級巡洋戦艦2番艦の艦名を受け継いだ。
1940年4月、ナチス・ドイツは未完成の本艦をソビエト連邦に譲渡し、ソビエト海軍の「ペトロパブロフスク (Петропавловск)」となった。
独ソ戦が始まると、浮き砲台としてレニングラード防衛戦に従事。1944年に「タリン (Таллин)」と改称した。1953年には練習艦に類別変更され「ドニエプル (Днепр)」と改名、1956年に海上兵舎に改修されて「PKZ-112」になった。1958年に除籍された。

## 艦歴
1937年2月8日、ブレーメンのデシマーク造船所で起工。1939年7月1日、レーダー元帥や海軍将校多数が出席し、ハルダー大佐（巡洋戦艦リッツオウ沈没時の艦長）未亡人により命名、進水する。同年8月23日、独ソ不可侵条約が締結される。9月初頭より第二次世界大戦が勃発した。この時点で、「リュッツオウ」は未就役であった。
11月15日、ドイツ海軍はドイッチュラント級装甲艦（ポケット戦艦）1番艦ドイッチュラント (Deutschland) を、「リュッツオウ」と改名した。当時、ドイツ国（枢軸国）とソビエト連邦の間で、巡洋艦を含め武器や艦艇の交換交渉をおこなっていることが世界に報道されていた。「ドイッチュラント」の改名は本艦の譲渡をカモフラージュする意図があったという。

1940年2月11日の時点における本艦は、艦橋の基礎工事が行われ、A砲塔・D砲塔が搭載されていた。350万トンの物資と引き換えに、レニングラートのオルジョニキーゼ記念工場 (第189造船所) へ曳航された。4月15日よりドイツから派遣された技師の指導の下建造作業が再開され、1942年頃の完成を目指した。
9月25日には、「ペトロパヴロフスク (ロシア語:Петропавловскピトロパーヴラフスク)」と改名された。これは83型と称された。ソ連海軍にとって82型巡洋艦の溶接構造の船体や装甲配置、新型の高温ボイラー、10.5cm連装高角砲などは貴重な教材となった。第17中央設計局は図面や資料を積極的に研究して技術の吸収とその向上に役立てた。
ドイツでソ連侵攻の準備が開始されたとき、ドイツ人技師たちは「ペトロパヴロフスク」の建造を中断した。1941年6月のドイツによるソ連侵攻の直前では完成率は51％であった。しかし、「ペトロパヴロフスク」は最低限の運用能力は有するものとして8月15日には実戦配備に就き、浮き砲台として使用されることになった。
レニングラード防衛戦ではドイツ軍に対して20.3cm砲で艦砲射撃を行った。この時にA砲塔の1門は22発を撃ったところで破裂し残りの3門で1700発以上発射したが、9月17日に砲爆撃を受けて被弾浸水により港内で着底した。
1942年4月初旬、ドイツ空軍の空襲により損害を受けた。同年9月10日には浮揚され、9月16日から17日にかけて修理のためにクロンシュタットへと曳航された。主砲の3 門のみが使用可能という部分的な修理を受けた結果、「ペトロパヴロフスク」は戦線に復帰した。1944年1月には、赤軍がドイツ軍のレニングラード包囲を突破した戦闘に参加し、火力支援を行った。この年の9月1日には「タリン (Таллинタリーン)」と改称された。

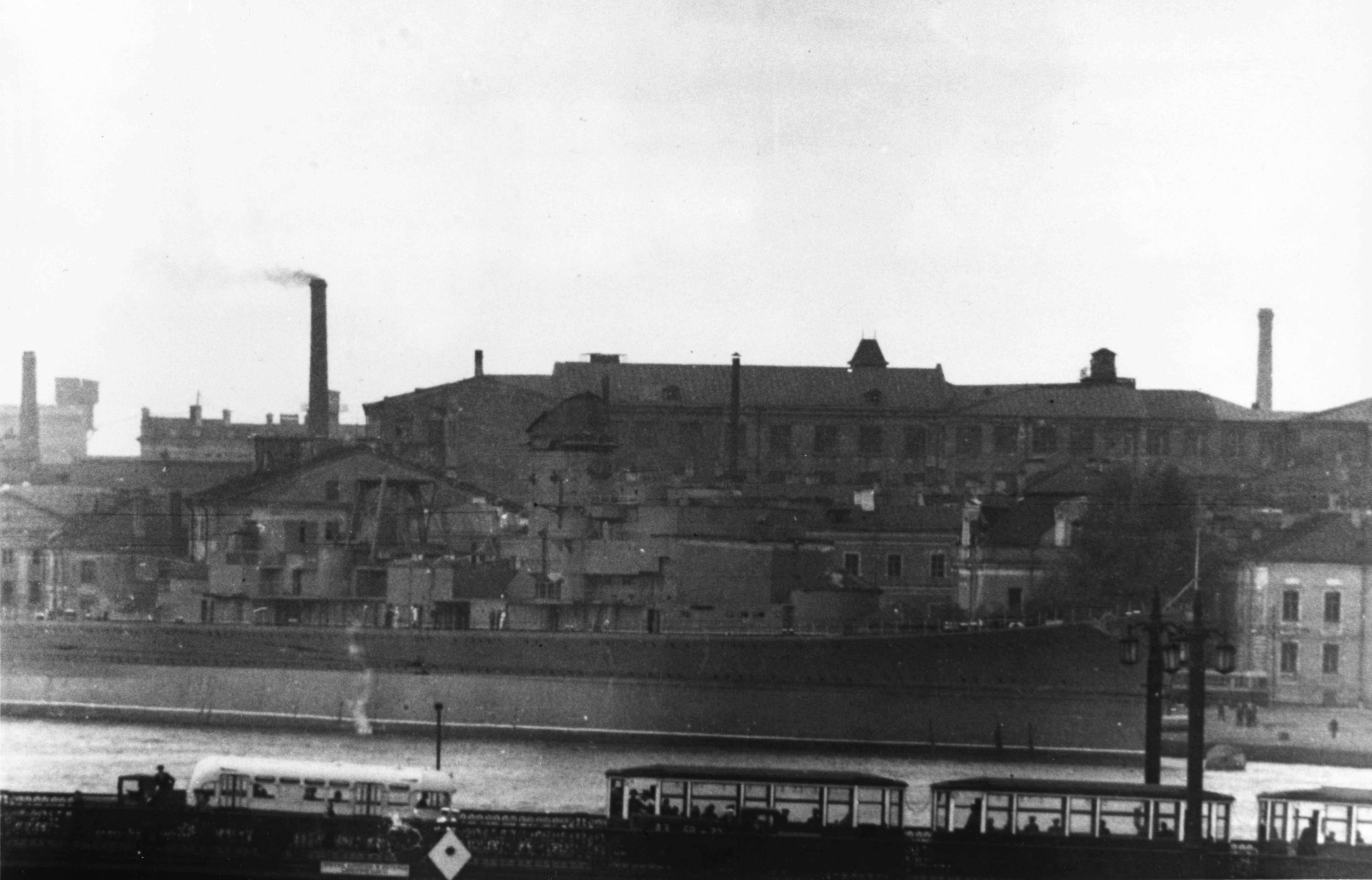
練習艦時代の本艦。

1953年3月11日には「ドニエプル (Днепрドニェープル)」と改称され、練習艦に艦種変えされた。1956年12月からは海上兵舎に改修され、名称も「PKZ-112 (ПКЗ-112ペーカーゼー・ストー・ヂヴィナーッツァチ)」に改められた。
その後、1958年4月には除籍となった。そして1959年から1960年にかけて解体された。